# ジュリオ・ロサーティ
ジュリオ・ロサーティ（Giulio Rosati、1858年(1857年とも)-1917年2月16日）はイタリアの画家である。中東の風俗を描いた「オリエンタリズム」の画家の一人である。

## 略歴
ローマで生まれた。1875年からアカデミア・ディ・サン・ルカで、ダリオ・クエルチ(Dario Querci:1831-1918)やフランチェスコ・ポデスティ(Francesco Podesti:1800-1895)に学んだ。プラド美術館の館長を務めたスペインの画家、ルイス・アルバレス・カタラ(Luis Álvarez Catalá:1836-1901)にも学んだ。水彩画の作品が多いが油絵も描いた。生涯を通じて、中東の風俗を題材に描いた。「オリエンタリズム」の画家としては最も多産な画家の一人であったが、資料をもとにローマで製作し、中東に旅したことはなかったとされる。展覧会へ出展することよりも画商を通じて作品を販売することを好んだ。
息子のアルベルト・ロサーティ(Alberto Rosati:1893–1971)も「オリエンタリズム」の画家となったが、作品数は少なかった。

## 作品

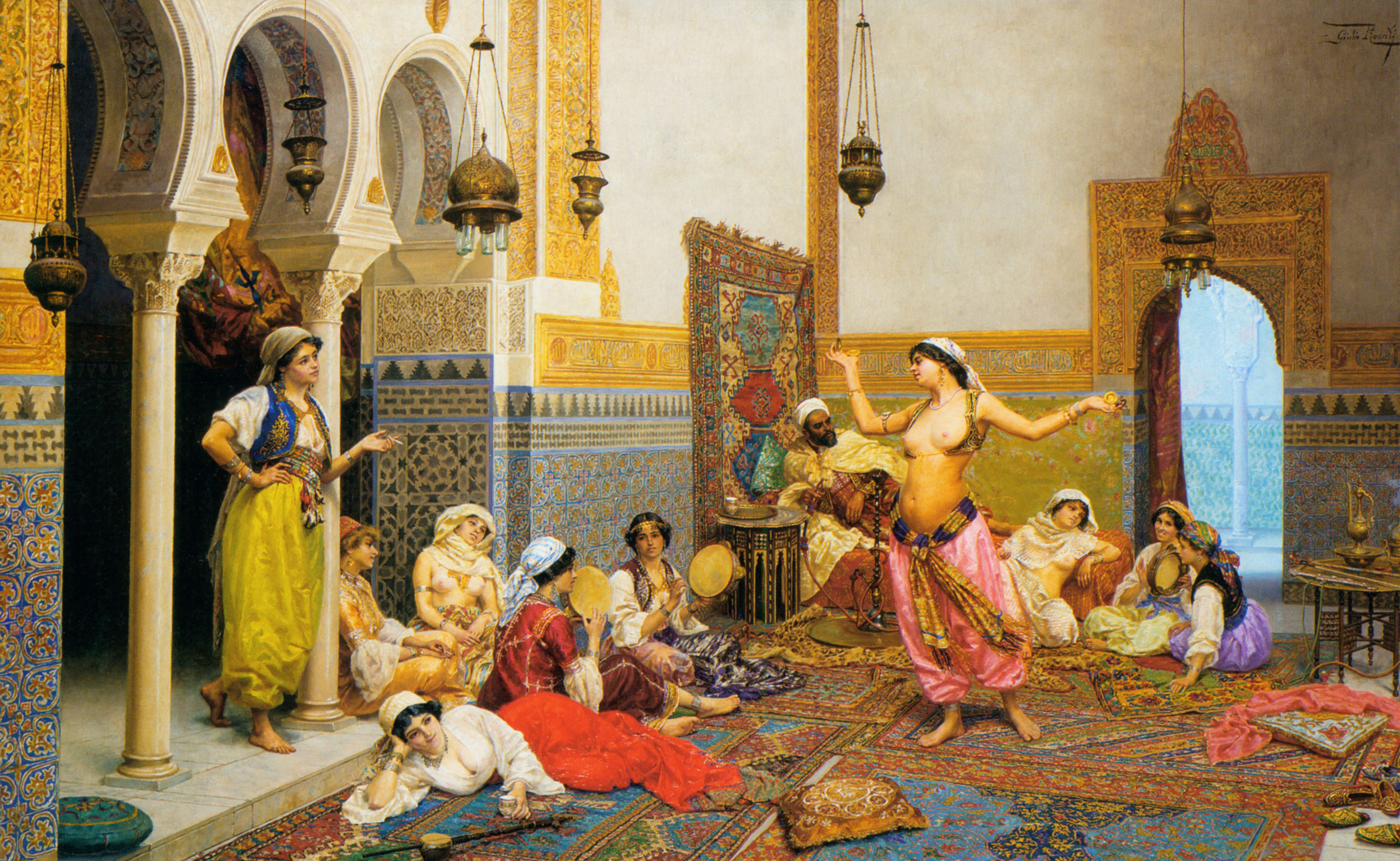
「ハーレム・ダンス」
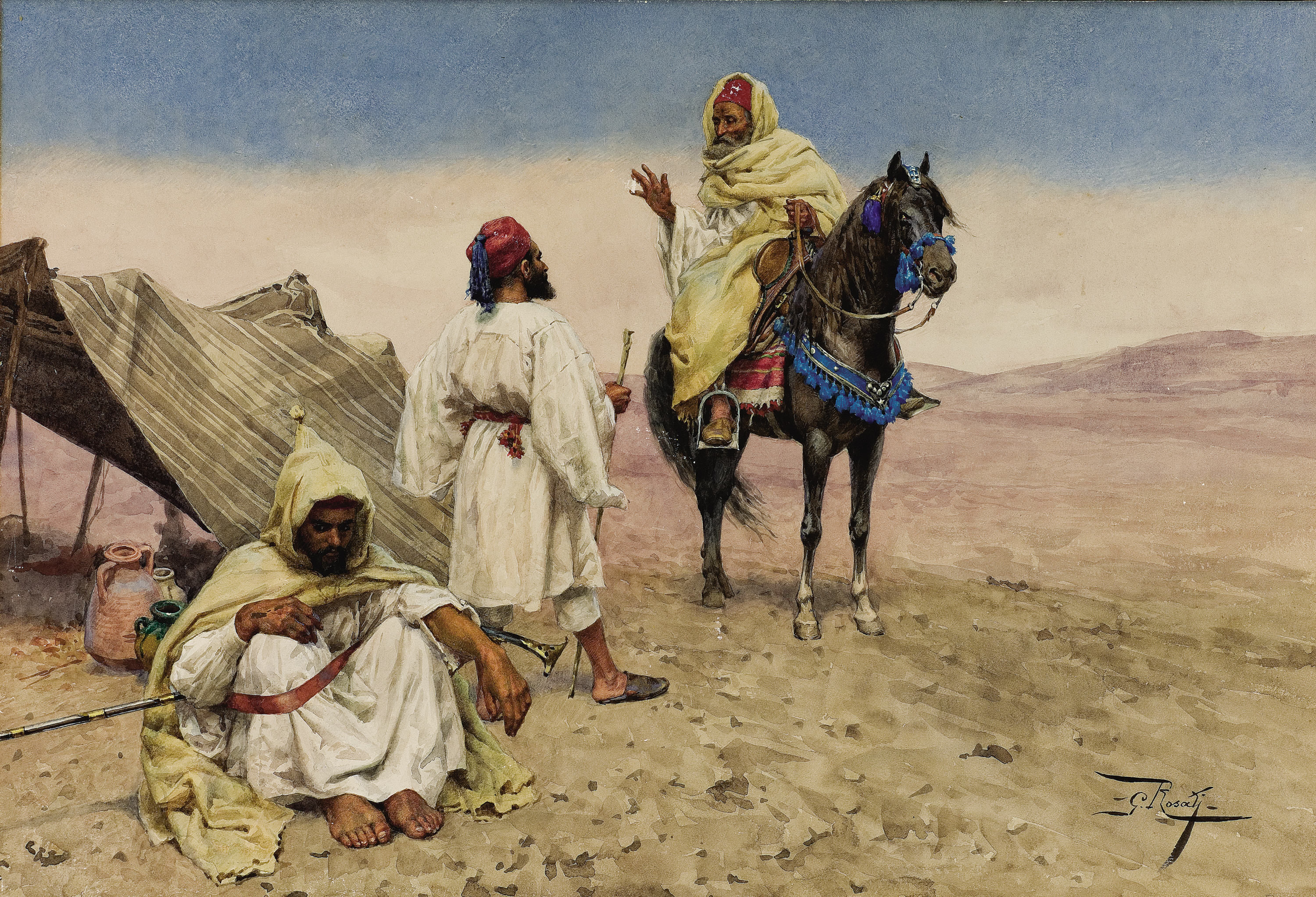
「砂漠の遊牧民」
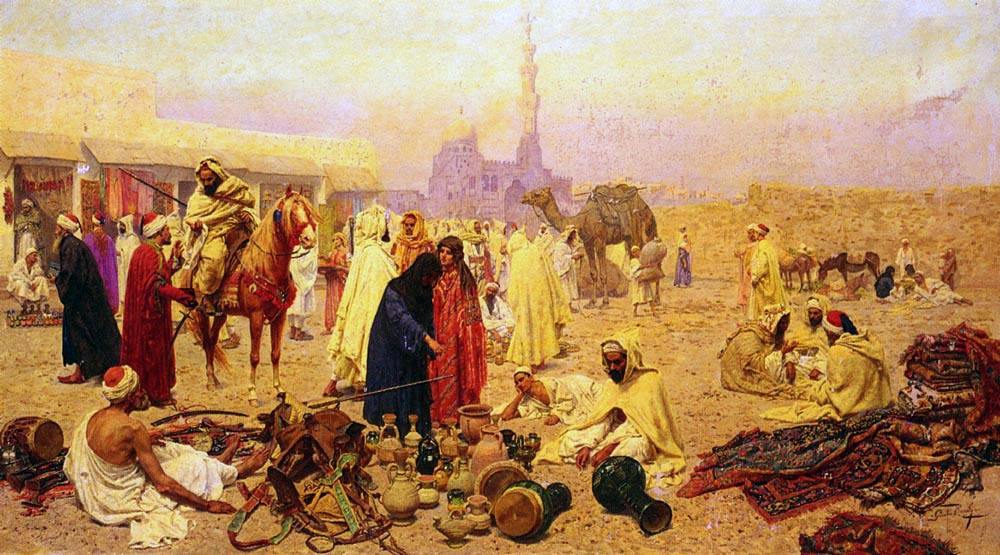
「アラブの市場」

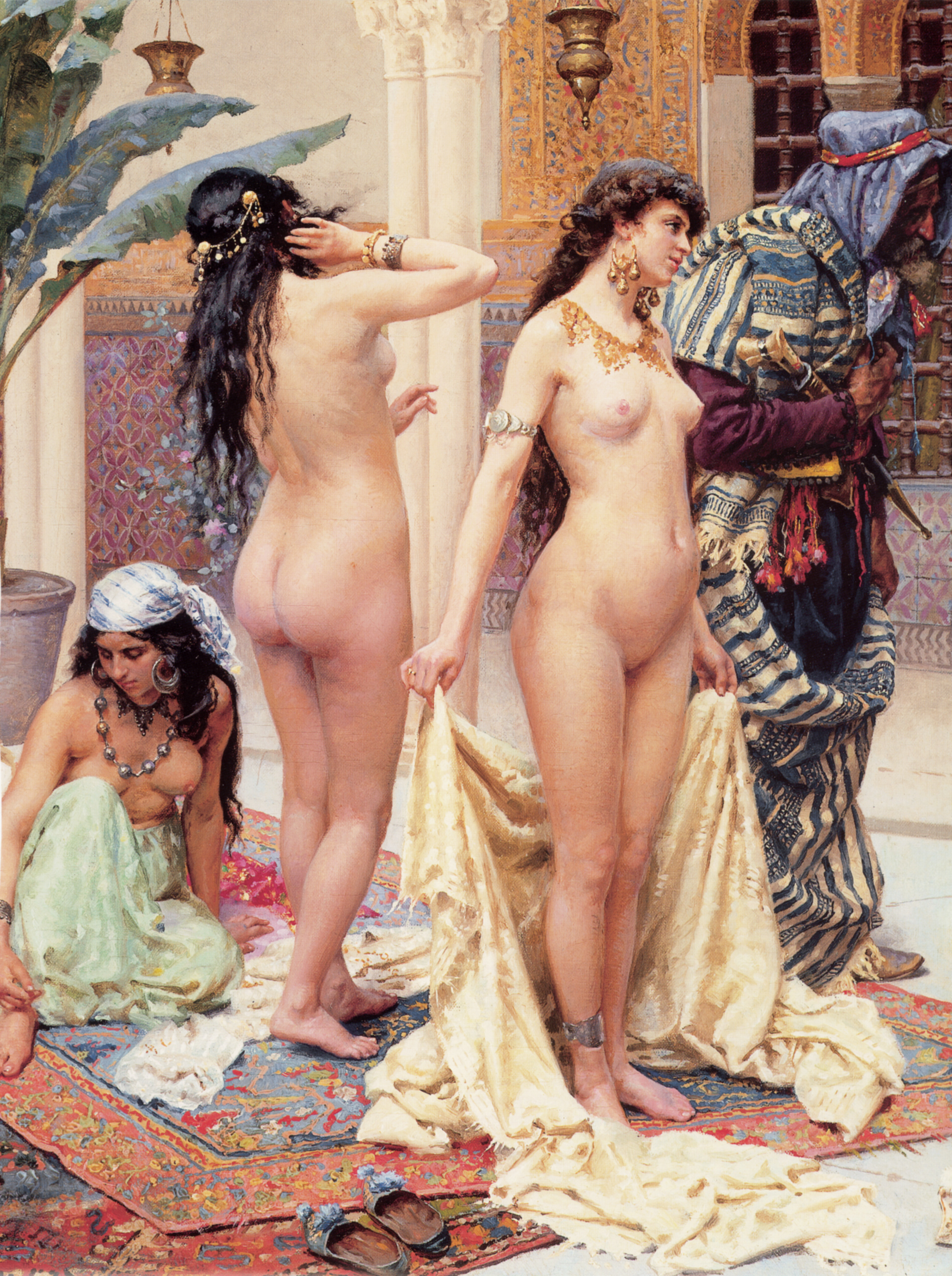
"Picking the Favourite (detail)"
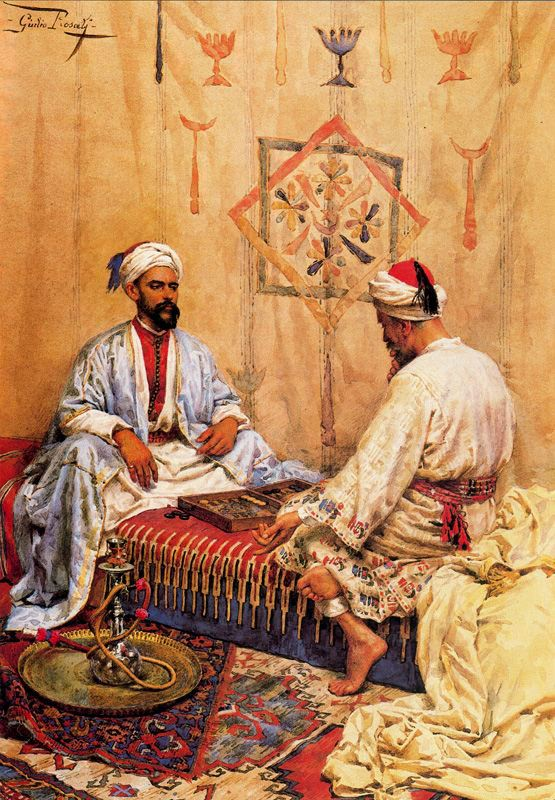
「遊戯するアラブ人」
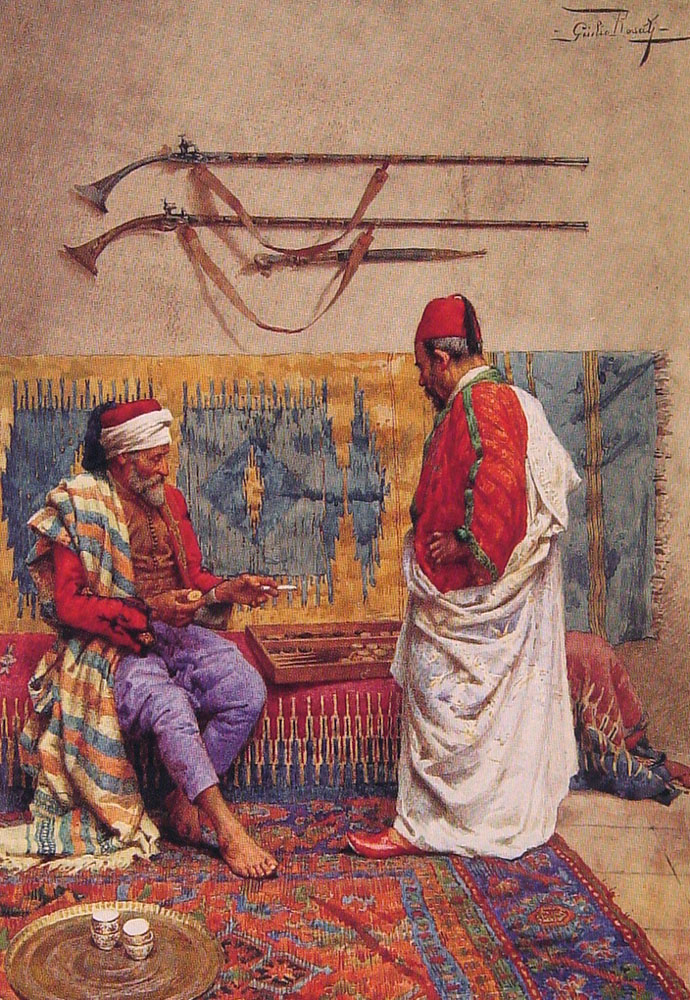
「バックギャモンをする人々」
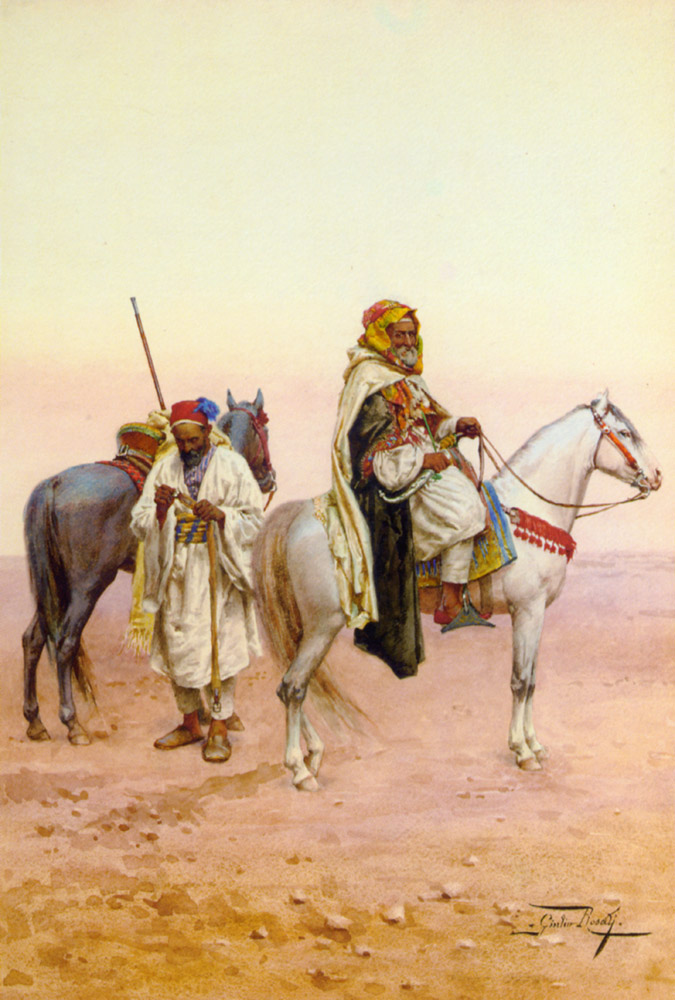
「砂漠での休憩」